# Callipallene catulus
Callipallene catulus is een zeespin uit de familie Callipallenidae. De soort behoort tot het geslacht Callipallene. Callipallene catulus werd in 2003 voor het eerst wetenschappelijk beschreven door Lee & Arango. 